# Tamera Mowry
Tamera Darvette Mowry-Housley (Gelnhausen, 6 de julio de 1978) es una actriz estadounidense nacida en Alemania.

## Biografía
Tamera nació en Gelnhausen, Alemania Occidental. Hija de Darlene Flowers, quien inspiró la carrera profesional de sus hijos y también trabajó como guardia de seguridad y Timothy Mowry, en ese tiempo en las fuerzas armadas que más tarde trabajaría como agente de policía en California. Su madre es afroestadounidense y su padre es italoestadounidense. Ambos se conocieron en una escuela secundaria de Miami, y entraron en la milicia.
Tamera es la hermana mayor de su gemela Tia, Tavior y Tahj Mowry. Su hermana gemela, Tia, es la menor de las gemelas ya que nació dos minutos después. Su familia está muy "unida" y es "profundamente religiosa", así como las hermanas, quienes confirmaron su fe cristiana a los ocho años.

## Carrera
Tamera saltó a la fama por su papel de adolescente como Tamera Campbell en el ABC / WB sitcom, Sister, Sister (junto a su gemela idéntica Tia Mowry). Ella participó en las películas Disney Channel "Brujillizas" y su secuela, "Brujillizas 2". También ha hecho una pausa en la televisión dramática, y también es conocida por su papel de doctora Kayla Thornton en el drama médico "Strong Medicine". A partir de agosto de 2011, la Red de estilo comenzó a transmitir Tia y Tamera, un reality show que sigue la vida del día a día de las gemelas, Tia y Tamera, estando embarazada y planeando su boda.
Desde 2013 presenta el programa The Real junto a Loni Love, Jeannie Mai y Adrienne Bailon.

## Vida personal
Tamera se casó con Adam Housley en 2011. Tuvo a su hijo Aden el 12 de noviembre de 2012 y tuvo a su hija el 1 de julio de 2015.

## Filmografía
| Películas     | Películas                   | Películas            | Películas                          |
| Año           | Película                    | Personaje            | Notas                              |
| ------------- | --------------------------- | -------------------- | ---------------------------------- |
| 2002          | The Hot Chick               | Sissie               |                                    |
| 2010          | Double Wedding              | Danielle Warren      | Lifetime TV Movie Also Producer    |
| 2020          | Christmas Comes Twice       | Cheryl               |                                    |
| Televisión    |                             |                      |                                    |
| Año           | Título                      | Personaje            | Notas                              |
| 1991          | Flesh'n Blood               | Penelope             | 1 episodio                         |
| 1992          | True Colors                 | Lorae                | 1 episodio                         |
| 1994-1999     | Sister, Sister'             | Tamera Campbell      | 119 episodios                      |
| 1995-1996     | The Adventures of Hyperman  | Emma C. Squared      | 8 episodios                        |
| 1995          | Are You Afraid of the Dark? | Evil Chameleon       | 1 episodio                         |
| 1996          | All That                    | Herself              | Along with Tia Mowry               |
| 1997          | Smart Guy                   | Roxanne              | 1 episodio                         |
| 1998          | Blues Clues                 | Herself              | 1 episodio                         |
| 1999          | Detention                   | Orangejella LaBelle  | 13 episodios                       |
| 2000          | Something to Sing About     | Lily                 | Telefilme                          |
| 2000          | How I Loved A Macho Boy     | Jamal Santos         | 3 episodios                        |
| 2000          | Seventeen Again             | Young Cat Donovan    | Telefilme                          |
| 2004–2006     | Strong Medicine             | Dr.Kayla Thorton     | 37 episodios                       |
| 2005          | Twitches                    | Camryn Barnes/Apolla | Disney Channel Original Movie      |
| 2006–2007     | Family Guy                  | Esther               | 4 episodios                        |
| 2007          | Twitches Too                | Camryn Barnes/Apolla | Disney Channel Original Movie      |
| 2009          | Roommates                   | Hope                 | 13 episodios                       |
| 2009          | The Super Hero Squad Show   | Misty Knight         | 1 episodio                         |
| 2011–2013     | Tia & Tamera                | Ella misma           | protagonista, productora ejecutiva |
| 2011          | Things We Do for Love       | Lourdes              | Protagonista                       |
| 2011          | Access Hollywood Live       | Ella misma           | Coanfitriona                       |
| 2011—presente | The Real                    | Ella misma           | Coanfitriona                       |

## Premios
Kids Choice Awards
| Año de premiación | Categoría de premiación       | Programa o Película     | Notas o cosas importantes |
| ----------------- | ----------------------------- | ----------------------- | ------------------------- |
| 1995              | Actriz de televisión favorita | Hermana, Hermana        | (compartido con Tia Mowry |
| 1996              | Actriz de televisión favorita | Hermana, Hermana        | (compartido con Tia Mowry |
| 1997              | Actriz de televisión favorita | Hermana, Hermana        | (compartido con Tia Mowry |
| 1998              | Actriz de televisión favorita | Salón de la Fama Premio | (compartido con Tia Mowry |